# Tuomo Karila
Tuomo Arto Mikael Karila (Helsinki, 7 de abril de 1968) es un deportista finlandés que compitió en lucha grecorromana. Ganó una medalla de plata en el Campeonato Mundial de Lucha de 1994 y dos medallas de plata en el Campeonato Europeo de Lucha, en los años 1990 y 1991.

## Palmarés internacional
| Campeonato Mundial | Campeonato Mundial       | Campeonato Mundial | Campeonato Mundial |
| Año                | Lugar                    | Medalla            | Categoría          |
| ------------------ | ------------------------ | ------------------ | ------------------ |
| 1994               | Tampere (Finlandia)      | Medalla de plata   | 82 kg              |
| Campeonato Europeo |                          |                    |                    |
| Año                | Lugar                    | Medalla            | Categoría          |
| 1990               | Poznań (Polonia)         | Medalla de plata   | 74 kg              |
| 1991               | Aschaffenburg (Alemania) | Medalla de plata   | 74 kg              |